# Grand Prix Chorwacji na Żużlu 2010
Grand Prix Chorwacji na Żużlu 2010 (ang. FIM Valvoline Croatian Speedway Grand Prix) było ósmą eliminacją zawodów z cyklu Grand Prix 2010 na żużlu. Impreza początkowo miała odbyć się 28 sierpnia, jednak z powodu obfitych opadów deszczu i złego stanu toru została rozegrana dzień później, 29 sierpnia, na Stadionie Millenium w Goričan. Były to pierwsze w historii zawody o Grand Prix Chorwacji na żużlu. Wygrał je Amerykanin Greg Hancock, dla którego było to 11. zwycięstwo w zawodach Grand Prix w karierze. Drugie miejsce zajął Brytyjczyk Chris Harris, a trzeci był Australijczyk Jason Crump. W zawodach wystartowało 14 stałych uczestników cyklu Grand Prix oraz Davey Watt, który zastąpił kontuzjowanego Emila Sajfutdinowa, Jurica Pavlic, który otrzymał dziką kartę oraz Matija Duh, który pełnił rolę rezerwowego. Ponadto zawody o Grand Prix Chorwacji 2010 były także 130. w historii cyklu Grand Prix.

## Tło zawodów
Dziką kartę na Grand Prix Chorwacji 2010 otrzymał Chorwat Jurica Pavlic. Rezerwę toru stanowili Słoweniec Matija Duh i Węgier József Tabaka. Ponadto kontuzjowanego Emila Sajfutdinowa zastąpił Australijczyk Davey Watt.
Liderem klasyfikacji przejściowej Grand Prix 2010 przed zawodami w Goričan był Tomasz Gollob, który w siedmiu startach zdobył 107 punktów. Drugi, z dorobkiem 102 punktów, był Jarosław Hampel, a trzeci Jason Crump (90 punktów). Za głównego faworyta do zwycięstwa uznawano Tomasza Golloba. Wśród pozostałych zawodników największe szanse na zwycięstwo dawano Jarosławowi Hampelowi, Jasonowi Crumpowi i Rune Holcie.
Grand Prix Chorwacji 2010 było pierwszymi w historii zawodami o Grand Prix Chorwacji na żużlu. Były to także 130. zawody w historii cyklu Grand Prix. Stadion Millenium, na którym rozegrano zawody, był jednym z dwóch stadionów debiutujących w cyklu Grand Prix w sezonie 2010. Jego właścicielem jest Zvonko Pavlic, były mistrz Jugosławii na żużlu i ojciec Juricy Pavlicia. Nie były to pierwsze oficjalne międzynarodowe zawody, które odbyły się na tym obiekcie – rok wcześniej rozegrano tutaj finał indywidualnych mistrzostw świata juniorów, a od 2008 co roku odbywa się tutaj jedna z rund kwalifikacyjnych do cyklu Grand Prix. Sponsorem tytularnym zawodów została firma Valvoline.

## Numery startowe
Losowanie numerów startowych odbyło się 27 sierpnia 2010 roku o godzinie 13:00, a osobą, która przydzielała numery startowe, był wiceżupan żupanii medzimurskiej.
- (1) Fredrik Lindgren
- (2) Hans N. Andersen
- (3) Tomasz Gollob
- (4) Tai Woffinden
- (5) Rune Holta
- (6) Jarosław Hampel
- (7) Greg Hancock
- (8) Nicki Pedersen
- (9) Magnus Zetterström
- (10) Chris Harris
- (11) Jurica Pavlic
- (12) Andreas Jonsson
- (13) Chris Holder
- (14) Jason Crump
- (15) Emil Sajfutdinow zmiana →  (20) Davey Watt
- (16) Kenneth Bjerre
- (17) Matija Duh
- (18) József Tabaka

## Przebieg zawodów
Początkowo zawody miały odbyć się w sobotę, 28 sierpnia, o godzinie 19:00, jednak z powodu obfitych opadów deszczu przełożono je na następny dzień na godzinę 12:00. W wyniku zmiany terminu odwołane zostały, zaplanowane wcześniej na niedzielę, spotkania ligi polskiej.

### Przygotowanie toru
Z powodu obfitych opadów deszczu zawody zostały przełożone z soboty na niedzielę. Zdaniem większości zawodników była to prawidłowa decyzja, gdyż warunki jakie obowiązywały w sobotę nie pozwalały na sprawiedliwą rywalizację. W związku z tym organizator zawodów zobowiązał się do odpowiedniego przygotowania toru w niedzielę w ciągu jednej godziny. W niedzielę od rana świeciło słońce, a tor został przygotowany na godzinę przed rozpoczęciem zawodów. Mimo to, zawodnicy, którzy startowali z zewnętrznych pól startowych, osiągali słabsze rezultaty od pozostałych. Z tego powodu organizatorzy zostali skrytykowani przez część zawodników, którzy uważali, że tor nie został odpowiednio przygotowany i faworyzował zawodników startujących z wewnętrznych pól.

### Faza zasadnicza

#### Pierwsza seria (biegi 1-4)
W pierwszej serii startów swoje biegi wygrali Fredrik Lindgren (bieg 1), Rune Holta (bieg 2), Chris Harris (bieg 3) oraz Jason Crump (bieg 4). W pierwszym biegu, po uderzeniu Hansa Andersena w motocykl Tomasza Golloba na pierwszym łuku, Polak spadł na czwartą pozycję, jednak na trzecim okrążeniu wyprzedził Taia Woffindena i wyścig ukończył na trzecim miejscu, za Lindgrenem i Andersenem. W biegu numer 2 zwyciężył Holta, który prowadził przez cztery okrążenia. Drugie miejsce zajął Greg Hancock, a, po rywalizacji z Jarosławem Hampelem, trzeci był Nicki Pedersen. W kolejnym starcie zwycięstwo odniósł Harris, przed Szwedami – Andreasem Jonssonem i Magnusem Zetterströmem. Ostatnią pozycję zajął Jurica Pavlic, który po starcie spadł z drugiego na czwarte miejsce. W ostatnim biegu pierwszej serii zwycięstwo odniósł Crump, który wyprzedził Australijczyków – Chrisa Holdera i Davey Watta oraz Duńczyka Kennetha Bjerre.

#### Druga seria (biegi 5-8)
W drugiej serii swoje starty wygrali Lindgren (bieg 5), Crump (bieg 6), Hancock (bieg 7) i Bjerre (bieg 8). W piątym biegu zwycięstwo odniósł Lindgren, przed Zetterströmem. Miejsce trzecie zajął Holder, który na drugim łuku wyprzedził Holtę. W kolejnym starcie wygrał Crump. Drugą pozycję zajął Harris, trzecią Andersen, a czwartą Hampel, który po swoim błędzie na drugim łuku spadł z drugiej na ostatnią pozycję. W biegu nr 7 wygrał Hancock, który podczas drugiego okrążenia wyprzedził Pavlicia. Trzecią pozycję zajął Watt, który wygrał rywalizację z Gollobem. W ostatnim starcie drugiej serii zwycięstwo odniósł Bjerre, przed Woffindenem, Jonssonem i Pedersenem, który popełnił błąd na trzecim okrążeniu i spadł na czwarte miejsce.

#### Trzecia seria (biegi 9-12)
W trzeciej serii swoje starty po raz pierwszy wygrali Hampel (bieg 9), Holta (bieg 10) i Gollob (bieg 11), a drugie zwycięstwo odniósł Harris (bieg 12). Po upadku Lindgrena bieg dziewiąty został powtórzony w czteroosobowym składzie. Wygrał Hampel, przed Lindgrenem, Pavliciem i Bjerre. W kolejnym starcie zwycięstwo odniósł Holta, drugie miejsce zajął Watt, trzeci był Jonsson, a czwarty Andersen. W biegu nr 11 zwyciężył Gollob, który po starcie był ostatni, drugi był Crump, trzeci Zetterström, a czwarte miejsce zajął Pedersen. W ostatnim biegu trzeciej serii zwycięstwo odniósł Harris, który pokonał Hancocka, Holdera i Woffindena.

#### Czwarta seria (biegi 13-16)
W czwartej serii swoje starty wygrali Hancock (bieg 13), Holder (bieg 14), Harris (bieg 15) i Hampel (bieg 16). W biegu trzynastym Jonsson zderzył się z Crumpem, a sędzia zawodów, Wojciech Grodzki, przerwał wyścig i wykluczył Szweda za niebezpieczną jazdę. W trzyosobowej powtórce zwyciężył Hancock, przed Crumpem i Lindgrenem. W kolejnym starcie wygrał Holder, drugi był Pedersen, a trzecią pozycję zajął Pavlic, który na ostatnim łuku wyprzedził Andersena. W biegu nr 15 zwycięstwo odniósł Harris, który na pierwszym okrążeniu wyprzedził Golloba. Trzecie miejsce zajął Bjerre, który przegrał rywalizację z Gollobem, a czwarty był Holta. W ostatnim biegu czwartej serii zwyciężył Hampel, przed Woffindenem, Zetterströmem i Wattem.

#### Piąta seria (biegi 17-20)
W piątej serii swoje starty wygrali Harris (bieg 17), Hancock (bieg 18), Gollob (bieg 19) i Crump (bieg 20). W biegu siedemnastym zwyciężył Harris, który po starcie był ostatni. Drugi był Watt, a trzeci Pedersen, który na dystansie spadł z pierwszego miejsca. Czwartą pozycję zajął Lindgren. W kolejnym starcie zwycięstwo odniósł Hancock, który na pierwszym łuku wyprzedził Zetterströma. Szwed ostatecznie spadł jeszcze na trzecią pozycję, gdyż wyprzedził go Bjerre. Ostatnie miejsce zajął Andersen. W biegu nr 19 Holder z powodu awarii sprzęgła dotknął taśmy, przez co został wykluczony, a jego miejsce zajął rezerwowy Matija Duh. W powtórce wygrał Gollob, przed Jonssonem, który wyprzedził Hampela. Czwarty był Duh. W ostatnim biegu fazy zasadniczej zwycięstwo odniósł Crump, drugi był Woffinden, a trzeci Pavlic, który na ostatnim łuku wyprzedził Holtę.

### Półfinały
Do półfinałów awansowała najlepsza „ósemka” fazy zasadniczej – Harris, Hancock, Crump, Lindgren, Gollob, Hampel, Holder i Holta. W pierwszym półfinale rywalizowali Harris, Lindgren, Holder oraz Hampel. Zwycięstwo odniósł Harris, drugie miejsce zajął Lindgren, który o „pół koła” wyprzedził Hampela. Ostatnią pozycję zajął Holder. W drugim biegu półfinałowym wystąpili Hancock, Crump, Holta oraz Gollob. Zwyciężył Hancock, przed Crumpem, a trzeci był Gollob. Na ostatnim łuku upadł Holta.

### Finał
Do finału awansowało po dwóch najlepszych zawodników z każdego półfinału. O zwycięstwo rywalizowali Harris, Hancock, Crump i Lindgren. Ostatecznie pierwsze miejsce zajął Hancock, dla którego było to 11. zwycięstwo w zawodach cyklu Grand Prix w karierze. Drugi był Harris, a miejsce na najniższym stopniu podium zajął Crump, który wyprzedził Lindgrena. Był to pierwszy finał zawodów Grand Prix w sezonie 2010, w którym nie było żadnego reprezentanta Polski.

## Wyniki
| Msc                                                                                                  | Zawodnik               | Pkt | 1 | 2 | 3 | 4 | 5 | 6 | 7 | 8 | 9 | 10 | 11 | 12 | 13 | 14 | 15 | 16 | 17 | 18 | 19 | 20 | Suma | Msc | 21 | 22 | 23 |
| 1 | (7) Greg Hancock       | 22  |   | 2 |   |   |   |   | 3 |   |   |    |    | 2  | 3  |    |    |    |    | 3  |    |    | 13   | 2   |    | 3  | 3  |
| 2 | (10) Chris Harris      | 21  |   |   | 3 |   |   | 2 |   |   |   |    |    | 3  |    |    | 3  |    | 3  |    |    |    | 14   | 1   | 3  |    | 2  |
| 3 | (14) Jason Crump       | 17  |   |   |   | 3 |   | 3 |   |   |   |    | 2  |    | 2  |    |    |    |    |    |    | 3  | 13   | 3   |    | 2  | 1  |
| 4 | (1) Fredrik Lindgren   | 11  | 3 |   |   |   | 3 |   |   |   | 2 |    |    |    | 1  |    |    |    | 0  |    |    |    | 9    | 4   | 2  |    | 0  |
| 5 | (3) Tomasz Gollob      | 10  | 1 |   |   |   |   |   | 0 |   |   |    | 3  |    |    |    | 2  |    |    |    | 3  |    | 9    | 5   |    | 1  |    |
| 6 | (6) Jarosław Hampel    | 8   |   | 0 |   |   |   | 0 |   |   | 3 |    |    |    |    |    |    | 3  |    |    | 1  |    | 7    | 6   | 1  |    |    |
| 7 | (13) Chris Holder      | 7   |   |   |   | 2 | 1 |   |   |   |   |    |    | 1  |    | 3  |    |    |    |    |    |    | 7    | 7   | 0  |    |    |
| 8 | (5) Rune Holta         | 6   |   | 3 |   |   | 0 |   |   |   |   | 3  |    |    |    |    | 0  |    |    |    |    | 0  | 6    | 8   |    | 0  |    |
| 9 | (16) Kenneth Bjerre    | 6   |   |   |   | 0 |   |   |   | 3 | 0 |    |    |    |    |    | 1  |    |    | 2  |    |    | 6    |     |    |    |    |
| 10                                                                                                   | (4) Tai Woffinden      | 6   | 0 |   |   |   |   |   |   | 2 |   |    |    | 0  |    |    |    | 2  |    |    |    | 2  | 6    |     |    |    |    |
| 11                                                                                                   | (15) Davey Watt        | 6   |   |   |   | 1 |   |   | 1 |   |   | 2  |    |    |    |    |    | 0  | 2  |    |    |    | 6    |     |    |    |    |
| 12                                                                                                   | (12) Andreas Jonsson   | 6   |   |   | 2 |   |   |   |   | 1 |   | 1  |    |    | 0  |    |    |    |    |    | 2  |    | 6    |     |    |    |    |
| 13                                                                                                   | (9) Magnus Zetterström | 6   |   |   | 1 |   | 2 |   |   |   |   |    | 1  |    |    |    |    | 1  |    | 1  |    |    | 6    |     |    |    |    |
| 14                                                                                                   | (11) Jurica Pavlic     | 5   |   |   | 0 |   |   |   | 2 |   | 1 |    |    |    |    | 1  |    |    |    |    |    | 1  | 5    |     |    |    |    |
| 15                                                                                                   | (8) Nicki Pedersen     | 4   |   | 1 |   |   |   |   |   | 0 |   |    | 0  |    |    | 2  |    |    | 1  |    |    |    | 4    |     |    |    |    |
| 16                                                                                                   | (2) Hans Andersen      | 4   | 2 |   |   |   |   | 1 |   |   |   | 1  |    |    |    | 0  |    |    |    | 0  |    |    | 4    |     |    |    |    |
| 17                                                                                                   | (17) Matija Duh        | 0   |   |   |   |   |   |   |   |   |   |    |    |    |    |    |    |    |    |    | 0  |    | 0    |     |    |    |    |
| ns                                                                                                   | (18) József Tabaka     | 0   |   |   |   |   |   |   |   |   |   |    |    |    |    |    |    |    |    |    |    |    | 0    |     |    |    |    |
| Msc                                                                                                  | Zawodnik               | Pkt | 1 | 2 | 3 | 4 | 5 | 6 | 7 | 8 | 9 | 10 | 11 | 12 | 13 | 14 | 15 | 16 | 17 | 18 | 19 | 20 | Suma | Msc | 21 | 22 | 23 |
| d - defekt, w - wykluczenie, c - czas 2 minut, t - taśma, ns - nie startował, nk - niesklasyfikowany |                        |     |   |   |   |   |   |   |   |   |   |    |    |    |    |    |    |    |    |    |    |    |      |     |    |    |    |

| tor A - wewnętrzny | tor B | tor C | tor D - zewnętrzny |

## Klasyfikacja przejściowa Grand Prix IMŚ 2010
Dzięki zwycięstwu w Grand Prix Chorwacji na Żużlu 2010 Greg Hancock awansował z 10. na 6. pozycję w klasyfikacji generalnej. Również drugi w zawodach Chris Harris przesunął się z 12. na 8. miejsce. Ponadto Jason Crump, który zarówno w klasyfikacji generalnej, jak i w zawodach zajął 3. miejsce, odrobił 7 punktów straty do prowadzącego w klasyfikacji generalnej Tomasza Golloba i 9 punktów do drugiego w klasyfikacji Jarosława Hampela.
Poniższa tabela przedstawia klasyfikację przejściową Grand Prix IMŚ 2010 po rozegraniu 8 z 11 eliminacji.
| Poz                         | Zawodnik                   | EUR | SWE | CZE | DNK | POL | GBR | SCA | HRV | NOR | ITA | FIN | Punkty |
| --------------------------- | -------------------------- | --- | --- | --- | --- | --- | --- | --- | --- | --- | --- | --- | ------ |
| 1                           | (2) Tomasz Gollob          | 6   | 16  | 17  | 15  | 24  | 12  | 17  | 10  |     |     |     | 117    |
| 2                           | (13) Jarosław Hampel       | 18  | 6   | 16  | 20  | 15  | 17  | 10  | 8   |     |     |     | 110    |
| 3                           | (1) Jason Crump            | 19  | 7   | 7   | 10  | 15  | 17  | 15  | 17  |     |     |     | 107    |
| 4                           | (7) Rune Holta             | 10  | 6   | 7   | 6   | 19  | 8   | 20  | 6   |     |     |     | 82     |
| 5                           | (8) Kenneth Bjerre         | 10  | 20  | 12  | 13  | 4   | 7   | 9   | 6   |     |     |     | 81     |
| 6                           | (4) Greg Hancock           | 4   | 14  | 7   | 3   | 6   | 7   | 12  | 22  |     |     |     | 75     |
| 7                           | (12) Chris Holder          | 8   | 11  | 7   | 9   | 6   | 19  | 6   | 7   |     |     |     | 73     |
| 8                           | (14) Chris Harris          | 8   | 6   | 4   | 13  | 5   | 6   | 9   | 21  |     |     |     | 72     |
| 9                           | (9) Fredrik Lindgren       | 8   | 4   | 7   | 8   | 6   | 10  | 11  | 11  |     |     |     | 65     |
| 10                          | (10) Hans Andersen         | 8   | 7   | 9   | 13  | 9   | 9   | 5   | 3   |     |     |     | 63     |
| 11                          | (5) Andreas Jonsson        | 5   | 12  | 13  | 13  | 3   | 2   | 7   | 6   |     |     |     | 58     |
| 12                          | (6) Nicki Pedersen         | 9   | 8   | 14  | 5   | 8   | 7   | 0a  | 4   |     |     |     | 55     |
| 13                          | (11) Magnus Zetterström    | 4   | 9   | 11  | 7   | 6   | 6   | 3   | 6   |     |     |     | 52     |
| 14                          | (15) Tai Woffinden         | 1   | 4   | 5   | 5   | 7   | 6   | 3   | 6   |     |     |     | 37     |
| 15                          | (3) Emil Sajfutdinow       | 14  | 8   | 5b  | –c  | –c  | –c  | 6d  | –e  |     |     |     | 33     |
| 16                          | (16) Janusz Kołodziej      | 12  | –   | –   | –   | –   | –   | –   | –   |     |     |     | 12     |
| 17                          | (20) Davey Watt            | –   | –   | –   | –   | –   | 6   | –   | 6   |     |     |     | 12     |
| 18                          | (16) Tomas H. Jonasson     | –   | –   | –   | –   | –   | –   | 8   | –   |     |     |     | 8      |
| 19                          | (16) Antonio Lindbäck      | –   | 6   | –   | –   | –   | –   | –   | –   |     |     |     | 6      |
| 19                          | (16, 22) Adrian Miedziński | –   | –   | –   | –   | 6   | –   | –   | –   |     |     |     | 6      |
| 21                          | (16) Jurica Pavlic         | –   | –   | –   | –   | –   | –   | –   | 5   |     |     |     | 5      |
| 22                          | (19) Piotr Protasiewicz    | –   | –   | –   | 0   | 5   | –   | –   | –   |     |     |     | 5      |
| 23                          | (16) Scott Nicholls        | –   | –   | –   | –   | –   | 4   | –   | –   |     |     |     | 4      |
| 24                          | (16) Matěj Kůs             | –   | –   | 3   | –   | –   | –   | –   | –   |     |     |     | 3      |
| 24                          | (16) Leon Madsen           | –   | –   | –   | 3   | –   | –   | –   | –   |     |     |     | 3      |
| 25                          | (18) Ludvig Lindgren       | –   | –   | –   | –   | –   | –   | 2   | –   |     |     |     | 2      |
| 26                          | (17) Nicolai Klindt        | –   | –   | –   | 1   | –   | –   | –   |     |     |     |     | 1      |
| 26                          | (17) Linus Sundström       | –   | –   | –   | –   | –   | –   | 1   | –   |     |     |     | 1      |
| 28                          | (17) Luboš Tomíček         | –   | –   | 0   | –   | –   | –   | –   | –   |     |     |     | 0      |
| 28                          | (17) Artur Mroczka         | –   | –   | –   | –   | 0   | –   | –   | –   |     |     |     | 0      |
| 28                          | (18) Zdeněk Simota         | –   | –   | 0   | –   | –   | –   | –   | –   |     |     |     | 0      |
| 28                          | (17) Matija Duh            | –   | –   | –   | –   | –   | –   | –   | 0   |     |     |     | 0      |
| Zawodnicy nieklasyfikowani: |                            |     |     |     |     |     |     |     |     |     |     |     |        |
| –                           | (17) Damian Baliński       | ns  | –   | –   | –   | –   | –   | –   | –   |     |     |     |        |
| –                           | (17) Simon Gustafsson      | –   | ns  | –   | –   | –   | –   | –   | –   |     |     |     |        |
| –                           | (17) Ben Barker            | –   | –   | –   | –   | –   | ns  | –   | –   |     |     |     |        |
| –                           | (18) Maciej Janowski       | ns  | –   | –   | –   | ns  | –   | –   | –   |     |     |     |        |
| –                           | (18) Dennis Andersson      | –   | ns  | –   | –   | –   | –   | –   | –   |     |     |     |        |
| –                           | (18) Patrick Hougaard      | –   | –   | –   | ns  | –   | –   | –   | –   |     |     |     |        |
| –                           | (18) Daniel King           | –   | –   | –   | –   | –   | ns  | –   | –   |     |     |     |        |
| –                           | (18) József Tabaka         | –   | –   | –   | –   | –   | –   | –   | ns  |     |     |     |        |
| –                           | (21) Martin Smolinski      | –   | –   | –   | –   | –   | –   | –   | –   |     |     |     |        |
| –                           | (23) Grzegorz Walasek      | –   | –   | –   | –   | –   | –   | –   | –   |     |     |     |        |
| –                           | (24) Lukáš Dryml           | –   | –   | –   | –   | –   | –   | –   | –   |     |     |     |        |

| Kolor        | Wynik                 |
| ------------ | --------------------- |
| Złoty        | Zwycięzca             |
| Srebrny      | 2. miejsce            |
| Brązowy      | 3. miejsce            |
| Limonkowy    | 4. miejsce            |
| Jasnozielony | Pierwsza ósemka       |
| Niebieski    | Rezerwa/„dzika karta” |

a wycofał się po 2 wyścigach. Zastąpiony przez rezerwę toru (Sundstrom i L. Lindgren).

b odniósł kontuzję (złamana ręka) w 3 wyścigu po kolizji z Harrisem. Zastąpiony przez rezerwę toru (Tomíček Jr. i Simota).

c nie startował z powodu kontuzji. Zastąpiony przez kwalifikowaną rezerwę (Protasiewicz i Watt).

d odniósł kontuzję (złamany nadgarstek) w 5 wyścigu po kolizji z winy Golloba. Zastąpiony przez rezerwę toru (Sundstrom).

e nie startował z powodu kontuzji. Zastąpiony przez kwalifikowaną rezerwę (Watt).